# Aleš Kohout
Aleš Kohout (* 3. ledna 1972) je bývalý český fotbalista, útočník.

## Fotbalová kariéra
V české lize hrál za FK Jablonec. Nastoupil v 15 ligových utkáních a dal 2 góly. V nižších soutěžích hrál i za FK Mladá Boleslav a v Německu za Wuppertaler SV, SSVg Velbert a KFC Uerdingen 05. V Poháru vítězů pohárů nastoupil ve 2 utkáních.

## Ligová bilance
| Ročník                          | Zápasy | Góly | Klub              |
| ------------------------------- | ------ | ---- | ----------------- |
| Česká fotbalová liga 1997/98    | -      | 7    | FK Mladá Boleslav |
| Gambrinus liga 1997/98          | 9      | 2    | FK Jablonec       |
| Gambrinus liga 1998/99          | 6      | 0    | FK Jablonec       |
| 2. česká fotbalová liga 1998/99 | 12     | 4    | FK Mladá Boleslav |
| CELKEM 1. česká liga            | 15     | 2    |                   |